# Neuville-Ferrières
Pour les articles homonymes, voir Neuville.
Neuville-Ferrières est une commune française située dans le département de la Seine-Maritime en région Normandie.

## Géographie

### Localisation
| Neufchâtel-en-Bray | Saint-Germain-sur-Eaulne | Bouelles    |
| Quièvrecourt Massy | Neuville-Ferrières       |             |
| Fontaine-en-Bray   |                          | Saint-Saire |

Le territoire de la commune est très accidenté. Il s’étend de part et d’autre de la Béthune sur 8 km. Ce territoire a une forme oblongue et il est bordé sur les 2/3 de son périmètre par 2 affluents de la Béthune : la Canche et le Philbert. Son fond est suivi par l’ancienne voie ferrée Paris - Dieppe devenue l’Avenue verte.
Neuville-Ferrières a connu et connaît de nombreuses inondations. La plus importante fut celle de 1909 mais la Béthune sort très souvent de son lit 1925, 1963 (3 fois), 1974 et depuis 1980… 12 fois[réf. nécessaire].
On peut remarquer sur un « plan géométrique » datant de 1775 et exposé en mairie qu’il n’y avait que très peu d’habitation dans le fond de la vallée. Beaucoup de maisons anciennes sont sur les hauteurs et le centre du village lui-même domine le cours de la Béthune.

### Hydrographie
La commune est située dans le bassin Seine-Normandie. Elle est drainée par l'Arques, la Canche, le Philbert, le fossé 01 de la commune de Neuville-Ferrières, le fossé 04 de la commune de Neuville-Ferrières et le fossé 07 de la commune de Neuville-Ferrières,,.
L'Arques, d'une longueur de 67 km, prend sa source dans la commune de Gaillefontaine, à une altitude de 204 m (le cours d'eau porte alors le nom de rivière de la Béthune) et se jette  dans la Manche à Dieppe, après avoir traversé 24 communes. 

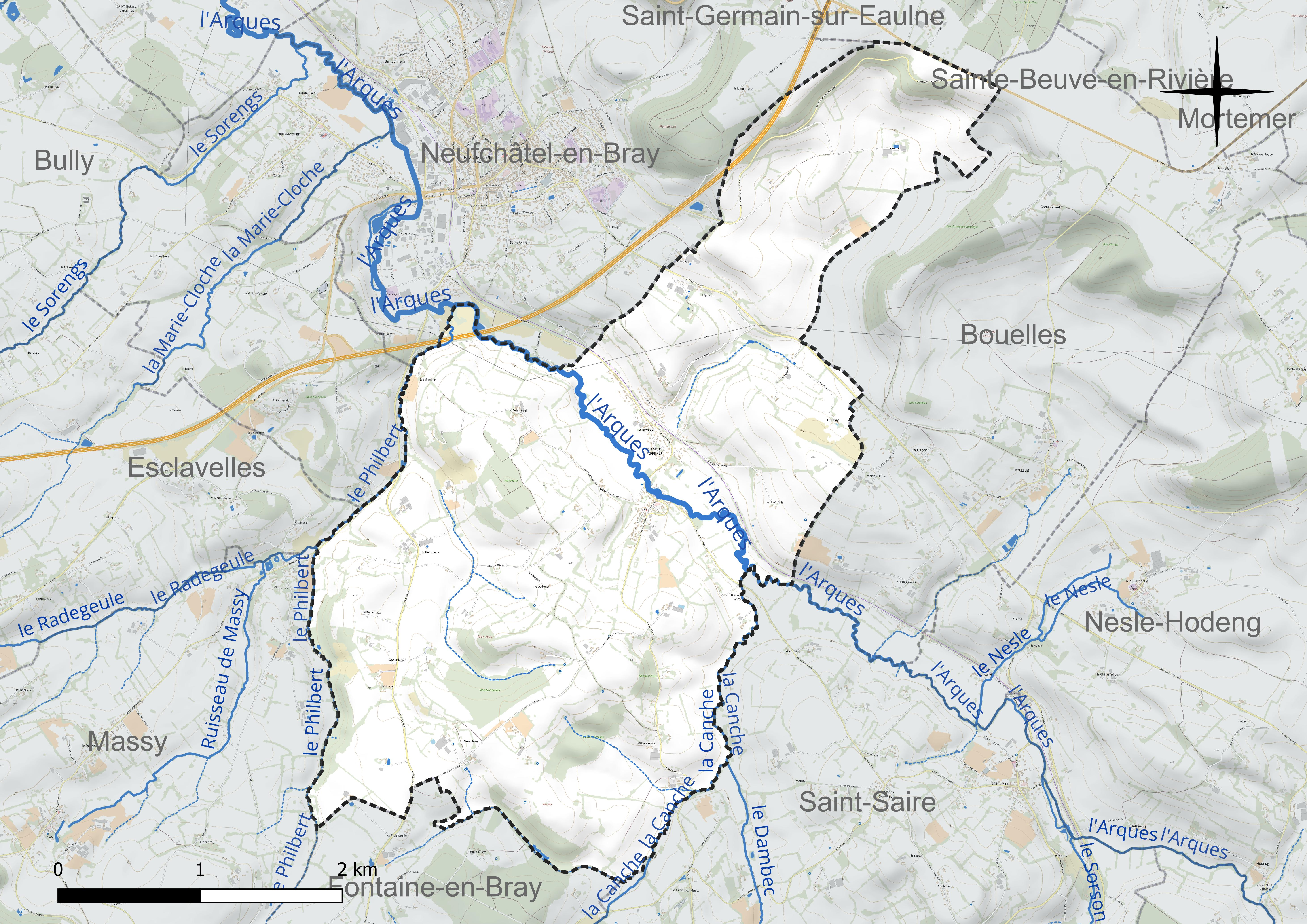
Réseau hydrographique de Neuville-Ferrières.

### Climat
Pour des articles plus généraux, voir Climat de la Normandie et Climat de la Seine-Maritime.
En 2010, le climat de la commune est de type climat océanique altéré, selon une étude du CNRS s'appuyant sur une série de données couvrant la période 1971-2000. En 2020, Météo-France publie une typologie des climats de la France métropolitaine dans laquelle la commune est exposée à un climat océanique et est dans la région climatique Côtes de la Manche orientale, caractérisée par un faible ensoleillement (1 550 h/an) ; forte humidité de l’air (plus de 20 h/jour avec humidité relative > 80 % en hiver), vents forts fréquents. Parallèlement le GIEC normand, un groupe régional d’experts sur le climat, différencie quant à lui, dans une étude de 2020, trois grands types de climats pour la région Normandie, nuancés à une échelle plus fine par les facteurs géographiques locaux. La commune est, selon ce zonage, exposée à un « climat contrasté des collines », correspondant au Pays de Bray, bien arrosé et frais.
Pour la période 1971-2000, la température annuelle moyenne est de 10,5 °C, avec une amplitude thermique annuelle de 13,4 °C. Le cumul annuel moyen de précipitations est de 866 mm, avec 13 jours de précipitations en janvier et 8,5 jours en juillet. Pour la période 1991-2020, la température moyenne annuelle observée sur la station météorologique la plus proche, située sur la commune de Bouelles à 3 km à vol d'oiseau, est de 10,7 °C et le cumul annuel moyen de précipitations est de 838,4 mm,. Pour l'avenir, les paramètres climatiques de la commune estimés pour 2050 selon différents scénarios d’émission de gaz à effet de serre sont consultables sur un site dédié publié par Météo-France en novembre 2022.

## Urbanisme

### Typologie
Au 1er janvier 2024, Neuville-Ferrières est catégorisée commune rurale à habitat dispersé, selon la nouvelle grille communale de densité à sept niveaux définie par l'Insee en 2022.
Elle est située hors unité urbaine. Par ailleurs la commune fait partie de l'aire d'attraction de Neufchâtel-en-Bray, dont elle est une commune de la couronne,. Cette aire, qui regroupe 15 communes, est catégorisée dans les aires de moins de 50 000 habitants,.

### Occupation des sols
L'occupation des sols de la commune, telle qu'elle ressort de la base de données européenne d’occupation biophysique des sols Corine Land Cover (CLC), est marquée par l'importance des territoires agricoles (90 % en 2018), une proportion sensiblement équivalente à celle de 1990 (90,1 %). La répartition détaillée en 2018 est la suivante :
prairies (61,2 %), terres arables (22,7 %), forêts (6,8 %), zones agricoles hétérogènes (6 %), zones urbanisées (3,2 %). L'évolution de l’occupation des sols de la commune et de ses infrastructures peut être observée sur les différentes représentations cartographiques du territoire : la carte de Cassini (XVIIIe siècle), la carte d'état-major (1820-1866) et les cartes ou photos aériennes de l'IGN pour la période actuelle (1950 à aujourd'hui).

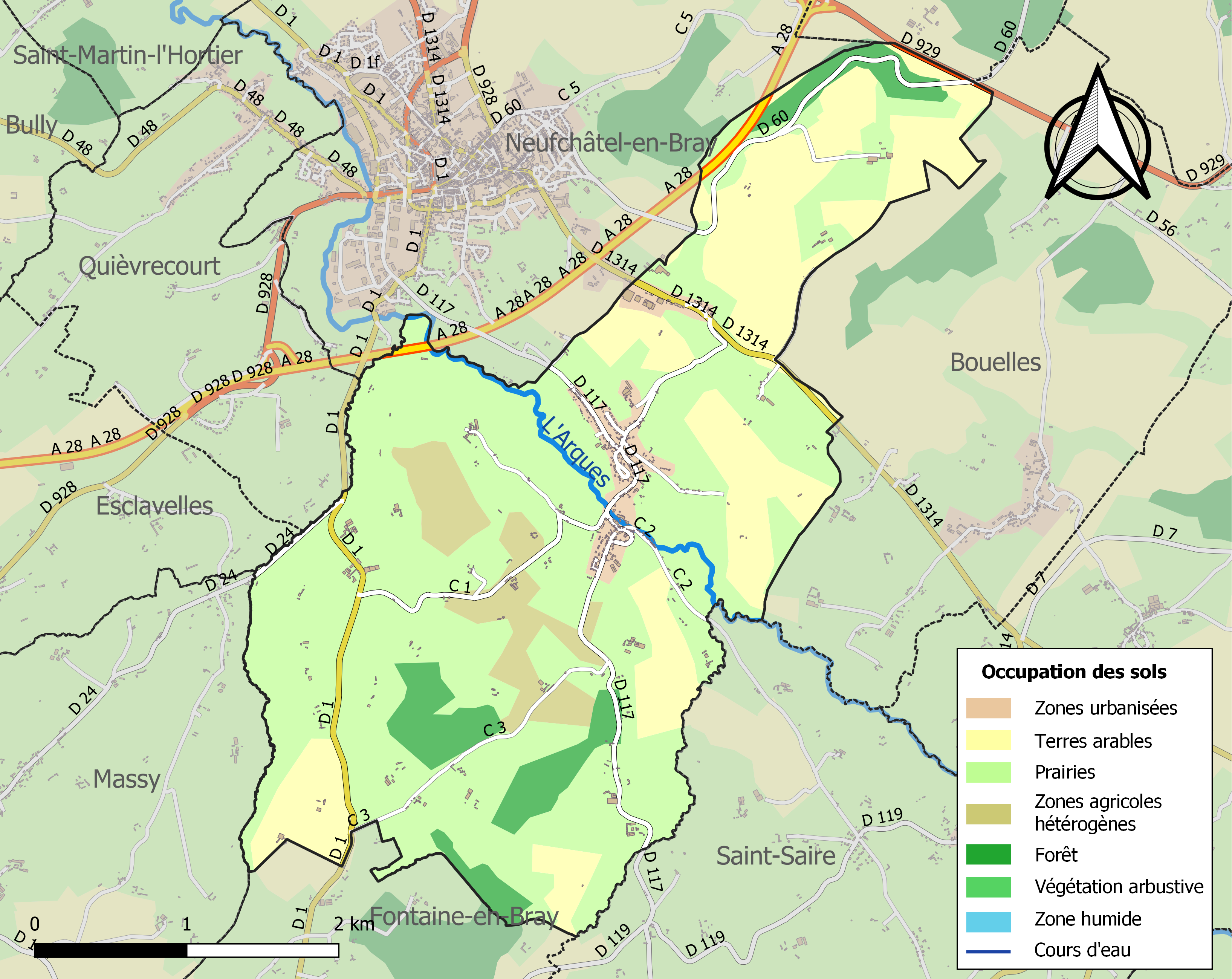
Carte des infrastructures et de l'occupation des sols de la commune en 2018 (CLC).

## Toponymie
Le nom de Neuville-Ferrières apparaît dans les textes au XIIe siècle : Novavilla en 1180 ; Novavilla-La-Ferrière en 1280.

De l’oïl ferrière, « Installation pour extraire, fondre et forger le fer ». Dérivé de fer, avec le suffixe -ière.
Ferrières indique la présence et l’extraction du minerai de fer, minerai que l’on retrouve en maints endroits dans le sol brayon : ce matériau servit pour la construction de l'église.

## Histoire
Forges et fonderies s’installent au XIIe siècle,, le long des rivières (beaucoup plus puissantes qu’aujourd’hui)[réf. nécessaire], jusqu’à trois « moulins à fer » puis « moulins à blé » le long de la Béthune et un sur le Canche. L’un des plus anciens, qui avait cessé son activité au XVIIIe siècle se trouvait sur la Béthune à l’emplacement de la scierie actuelle,. Un haut-fourneau se trouvait en 1486 à l’emplacement de l’ancienne scierie.

## Politique et administration

### Rattachements administratifs et électoraux
La commune se trouvait entre 1800 et 1926 dans l'arrondissement de Neufchâtel en Bray et se trouve depuis 1926 dans l'arrondissement de Dieppe du département de la Seine-Maritime.
Pour l'élection des députés, elle fait partie depuis 2012 de la sixième circonscription de la Seine-Maritime.
Elle fait partie depuis 1793 du canton de Neufchâtel-en-Bray. Dans le cadre du redécoupage cantonal de 2014 en France, ce canton, dont la commune est toujours membre, est modifié, passant de 23 à 70 communes.

### Intercommunalité
La commune était membre de la communauté de communes du Pays Neufchâtelois créée au 1er janvier 1998, et qui succédait au SIVOM de Neufchâtel-en-Bray, constitué en 1977.
Dans le cadre de l'approfondissement de la coopération intercommunale prévu par la Loi portant nouvelle organisation territoriale de la République (Loi NOTRe) du 7 août 2015, qui prévoit que les intercommunalités à fiscalité propre doievnt avoir, sauf exception, au moins 15 000 habitants, le schéma départemental de coopération intercommunale (SDCI) adopté en octobre 2016 prescrit la fusion de la communauté de communes la communauté de communes de Saint-Saëns-Porte de Bray et huit communes issues de la communauté de communes du Bosc d'Eawy pour former au 1er janvier 2017 la communauté Bray-Eawy, dont la commune est désormais membre.

### Politique locale
Les communes de Graval, Nesle-Hodeng, Neuville-Ferrières et Saint-Saire ont engagé en 2016 une réflexion en vue de se regrouper pour former une commune nouvelle, qui aurait pu voir le jour au 1er janvier 2019,. Bouelles, qui avait été initialement intéressé par cette démarche, a décidé de s'en retirer à l'été 2017.
Ce projet, rejeté par les conseils municipaux de Nesle-Hodeng et Saint-Saire, est abandonné en 2018.

### Liste des maires
| Période                                  | Période                   | Identité        | Étiquette | Qualité |
| ---------------------------------------- | ------------------------- | --------------- | --------- | --- |
| Les données manquantes sont à compléter. |                           |                 |           | |
|                                          |                           | Roinard         |           | |
| Les données manquantes sont à compléter. |                           |                 |           | |
| mars 1983                                | mars 2008                 | Raymond Lebas   |           | Ancien directeur d’école et conseiller pédagogique Vice-président de la communauté de communes du Pays Neufchâtelois (1998 → ?)                              |
| mars 2008                                | mai 2020                  | Gérard Thulliez |           | Agent de La Poste, délégué départemental de l’Éducation nationale Président du SIVOS de la Béthune (2008 → 2020) Chevalier de l'Ordre des Palmes académiques |
| mai 2020                                 | En cours (au 2 juin 2020) | Hervé Guérard   |           | |

## Population et société

### Démographie
L'évolution du nombre d'habitants est connue à travers les recensements de la population effectués dans la commune depuis 1793. Pour les communes de moins de 10 000 habitants, une enquête de recensement portant sur toute la population est réalisée tous les cinq ans, les populations de référence des années intermédiaires étant quant à elles estimées par interpolation ou extrapolation. Pour la commune, le premier recensement exhaustif entrant dans le cadre du nouveau dispositif a été réalisé en 2006.

En 2022, la commune comptait 534 habitants, en évolution de −8,56 % par rapport à 2016 (Seine-Maritime : +0,35 %, France hors Mayotte : +2,11 %).
| 1793 | 1800 | 1806 | 1821 | 1831 | 1836 | 1841 | 1846 | 1851 |
| ---- | ---- | ---- | ---- | ---- | ---- | ---- | ---- | ---- |
| 350  | 382  | 460  | 500  | 560  | 602  | 568  | 580  | 560  |

| 1856 | 1861 | 1866 | 1872 | 1876 | 1881 | 1886 | 1891 | 1896 |
| ---- | ---- | ---- | ---- | ---- | ---- | ---- | ---- | ---- |
| 595  | 579  | 543  | 508  | 526  | 549  | 533  | 570  | 532  |

| 1901 | 1906 | 1911 | 1921 | 1926 | 1931 | 1936 | 1946 | 1954 |
| ---- | ---- | ---- | ---- | ---- | ---- | ---- | ---- | ---- |
| 513  | 516  | 532  | 511  | 504  | 510  | 480  | 519  | 529  |

| 1962 | 1968 | 1975 | 1982 | 1990 | 1999 | 2006 | 2011 | 2016 |
| ---- | ---- | ---- | ---- | ---- | ---- | ---- | ---- | ---- |
| 490  | 510  | 459  | 536  | 544  | 578  | 598  | 591  | 584  |

| 2021 | 2022 | - | - | - | - | - | - | - |
| ---- | ---- | - | - | - | - | - | - | - |
| 546  | 534  | - | - | - | - | - | - | - |

### Enseignement
Les enfants de la commune sont scolarisés dans le cadre d'un regroupement pédagogique intercommunal administré par le SIVOS de la Béthune; qui a été créé en 1978 à l'initiative des élus de Bouelles, Nesle-Hodeng et Neuville-Ferrières afin de répondre aux préoccupations des parents qui souhaitaient mettre leurs enfants à la maternelle et garder une école dans les divers villages. Saint-Saire a rejoint le RPI en 1989. En 2020, le RPI compte en moyenne 175 enfants pour 7 classes,.

## Économie
La commune dispose d'une zone commerciale du Petit Saint-Jean, avec notamment un supermarché Super U et Normandie Carrelage.
Elle est située dans l'aire d'appellation d'origine contrôlée du fromage Neufchâtel

## Culture locale et patrimoine

### Lieux et monuments
- Église Notre-Dame (XIIIe et XVIIe siècles. Elle comprend de nombreux aménagements et décorations classés monuments historiques : Il s'agit d'un tableau de l'Assomption, du XVIIIe siècle[45], d'une statue en bois polychrome de saint Adrien, de la fin du XVIe siècle[46] et d'une autre de saint Nicolas, également en bois polychrome, du début du XVIe siècle[47].
L'autel, un tabernacle et un retable sont du XVIIIe siècle[48] ainsi que deux aigles-lutrins du XVIIIe siècle[49],[50].
- Monument aux morts (1921).
- Ancien manoir seigneurial du XVIe siècle.
- Circuit cyclable de La Bonde, long de 32 km et aménagé par l'intercommunalité[51]

### Personnalités liées à la commune
- Jean-Charles Lefebvre (alias Félix Clérembray), historien du pays de Bray, né le 17 janvier 1845 à Neuville-Ferrières et mort le 22 novembre 1918 à Rouen, qui a écrit de nombreuses publications sur l'histoire du pays de Bray.

### Héraldique
| Armes de Neuville-Ferrières | Les armes de la commune de Neuville-Ferrières se blasonnent ainsi : De sinople à la fasce ondée d'argent accompagnée en chef à dextre d'une tenaille, à senestre d'une hache et en pointe d'une vache, le tout d'or. |